# Neurothemis disparilis
Neurothemis disparilis is een libellensoort uit de familie van de korenbouten (Libellulidae), onderorde echte libellen (Anisoptera).
De wetenschappelijke naam Neurothemis disparilis is voor het eerst geldig gepubliceerd in 1889 door Kirby.